# Número regnal
Un número regnal es un número ordinal, expresado en cifras romanas, que se asigna a los individuos que ejercen el mismo cargo o dignidad con idéntico nombre propio, ya sea de manera continua o discontinua, dentro de una línea sucesoria. Su uso se extiende también a los miembros de una misma familia, como forma de emular a la nobleza.
El origen de esta convención se remonta a la antigüedad clásica, aunque su aplicación sistemática es relativamente reciente, pues antes se recurría a los epítetos para diferenciar a los gobernantes. El primer caso documentado de número regnal corresponde al papa Sixto II, en el siglo III, y desde entonces se ha generalizado entre los monarcas, los papas, los obispos y otros cargos eclesiásticos o seculares.

## Origen del uso del ordinal
El uso del ordinal es una convención relativamente reciente, y se debe tener en cuenta que la práctica totalidad de los monarcas de la Antigüedad y de la Edad Media (más o menos hasta el siglo XIV) han recibido de manera retroactiva un ordinal que nunca usaron en vida, ni nadie usó con ellos de manera contemporánea. Antes de esto, para distinguir monarcas del mismo nombre se usaba siempre de epítetos. Ej.: en Asturias, Alfonso el Católico, Alfonso el Casto y Alfonso el Magno. En Francia: Carlos el Calvo, Carlos el Gordo y Carlos el Simple.
Si bien una leyenda popular indica que fuera Platón el primero en establecer el número regnal, para diferenciar a Dionisio I El Viejo de su hijo Dionisio II El Joven, parece que esto sea improbable. También es errado creer que el faraón Horus Escorpión I, quien reinara cerca del 3200 a. C., fuera el primer monarca en usar el ordinal. Las familias romanas hacían la salvedad entre sus hijos, estableciendo numerales como segundos nombres: así encontramos Cornelius Primus, Cornelius Secundus, Cornelius Tertius. También les asignaban un "sobrenombre", proveniente de alguna característica física o una cualidad. Es probable que de esta costumbre proceda la designación de sucesivos monarcas con números ordinales y con algún sobrenombre (Magno, El Calvo, Corazón de León, El Cojo, El Piadoso, etc.).
El papa Sixto II fue el primero en llevar número regnal; dado que los papas no tienen nombre dinástico, esta fue la forma de distinguir los documentos emitidos por este papa o por su homónimo antecesor; el resto de papas siguió esta costumbre. Se hizo lo mismo en las listas de obispos y patriarcas de otros lugares. Y a imitación de ellos, los monarcas europeos comenzaron a llevarlos, si bien se hizo muy tardíamente. En España, el primero en usar el ordinal monárquico fue Enrique IV de Castilla, que grabó en sus monedas "ENRICVS CARTVS", apelando a la tradición dinástica como medio de legitimidad.

## Ejemplos
Reyes con el mismo nombre dado se distinguen por sus ordinales:
- Reyes Humberto I y Humberto II de Italia.
- Emperatrices Catalina I y Catalina II de Rusia.
- Príncipes Raniero II y Raniero III de Mónaco.
- Papas Benedicto XV y Benedicto XVI.

La numeración normalmente se mantiene en el caso de que el gobernante de un reino y el gobernante del Estado sucesor de ese reino compartan el mismo nombre:
- Reinas Isabel I de Inglaterra e Isabel II del Reino Unido.
- Reyes Alfonso XI de Castilla y Alfonso XII de España.
- Reyes Víctor Manuel I de Cerdeña y Víctor Manuel II de Italia.

Aunque hay excepciones:
- Reyes Alejandro I de Serbia y Alejandro I de Yugoslavia.

Y ciertas incongruencias:
- Gran Duque Vladislao I de Polonia y Rey Vladislao I de Polonia, pero
- Gran Duque Casimiro II de Polonia y Rey Casimiro III de Polonia.
- Rey Eduardo el Confesor de Inglaterra, pero después rey Eduardo I de Inglaterra.[2]

Soberanos de monarquías restauradas después de siglos, han escogido ordinales basados en soberanos muy antiguos, para indicar que existe continuidad nacional: es el caso de Boris III de Bulgaria y su hijo Simeón II, o de Haakon VII de Noruega y su hijo Olaf V.
En el caso de jefes de Estado que se han autoproclamado soberanos, el uso del ordinal "I" tiene la intención de remarcar este cambio de régimen: es el caso de Zog I de Albania, previamente conocido como el presidente Ahmed Zogú, o del emperador Bokassa I, previamente presidente Jean-Bédel Bokassa de la República Centroafricana.

### Nombres compuestos
En el caso de monarcas conocidos por dos o más nombres de pila, la práctica puede variar. Para los monarcas suecos, el ordinal solo tiene en cuenta el primer nombre, por ejemplo, Gustavo VI Adolfo, conocido como "Gustavo Adolfo", fue el sexto Gustavo/Gustaf, pero el tercer Gustavo Adolfo. Por el contrario, el Reino de Prusia fue gobernada a su vez por Federico I, Federico Guillermo I, Federico II, y Federico Guillermo II, y más tarde por Guillermo I. Lo mismo ocurrió con el papa Juan Pablo I, quien eligió su nombre doble para honrar a sus predecesores Juan XXIII y Pablo VI, y fue sucedido por Juan Pablo II. En este caso hay que resaltar que él mismo especificó que su nombre era Juan Pablo I, antes de que ciertamente existiera un Juan Pablo II.

### Ordinales míticos
El rey Carlos XVI Gustavo de Suecia basa su ordinal en una lista mítica de reyes de Suecia que creó en el siglo XVI el arzobispo Johannes Magnus, donde los seis primeros Carlos están inventados.
El emperador Menelik II de Etiopía escogió su ordinal para subrayar su pertenencia a la dinastía salomónica, que se hacía  remontar al mítico primer rey etíope Menelik I, supuesto hijo del rey bíblico Salomón y de la reina de Saba.

## Excepciones
En la mayoría de los países, si el personaje es el primero en llevar el nombre, no se le añade el ordinal "I", como es el caso de la reina Victoria del Reino Unido, o el papa Francisco. Se añade con efecto retroactivo si con posterioridad alguien usa el mismo nombre (en el caso precedente, si hubiese en el futuro algún papa Francisco II, el primero sería renombrado con el "I" o como el caso de la reina Isabel I de Inglaterra, que fue conocida durante mas de 300 años solo como la reina Isabel). En países como España y Portugal sí ha habido costumbre de añadir este ordinal, incluso sin existir más monarcas de este nombre: Luis I de España, Juan Carlos I de España, Carlos I de Portugal.
En la mayoría de países orientales (China, Japón, Vietnam) los nombres de los soberanos han seguido convenciones muy diferentes, que excluyen por completo el uso de ordinales.
Entre tanto, si bien algunos títulos de nobleza llevan las mismas reglas como los nobles franceses y alemanes, en otros lugares el número es llevado por el orden de su título y no de su nombre por ejemplo:  Jacobo Fitz-James Stuart y Falcó, XVII duque de Alba y no "Jacobo II , Duque de Alba" a pesar de ser el segundo titular en llevar el nombre.